# Risika
Risika je naselje na otoku Krku u Primorsko-goranskoj županiji. Upravno pripada općini Vrbnik.

## Smještaj
Risika se nalazi na istočnoj strani otoka, u unutrašnjosti. Od općinskog središta Vrbnika je udaljena 6,2 km, od Krčkog mosta je udaljena 26,8 km. Susjedna naselja su Gostinjac u općini Dobrinj te Garica u središtu otoka.
Risika nije jedinstveno naselje već se sastoji od Gorinjeg Sela ili Stare Risike i Dolinjeg Sela ili Sridnje Risike te zasaeoka: Mavrov ili Mavra, Germovi ili Grmovini, Paprata, Glavica, Veršek te Čofrova ili Čofrov.

## Prvi spomen
Prvi put se spominje u oporuci Dese Banice 10. kolovoza 1284. godine, ali je područje Risike bilo naseljeno još od ranijih vremena.[nedostaje izvor]

## Porijeklo naziva
Postoji više mišljenja. 
Prema jednoj teoriji naziv su mjestu dali Dobrinjci prema nazivu za jednu zimzelenu biljku ( "risikovina" ).
Romanist Petar Skok drži također da je naziv Risika, ali i obližnjeg zaseoka Paprate, izvoden iz naziva za biljke. Ime Risike izvodi iz naziva za biljku vrijes kojoj je u ikavskom obliku nadodan nastavak - ika (vrisika, pa risika).

## Povijest
U uvali Sveti Marak još uvijek postoje temelji rimske utvrde i grobovi iz istog vremena, a pod morem su i ostaci ville rustice. Na istom lokalitetu je pronađen i pečatnjak s likom ratnika i natpisom SIMIGI, a koji potječe iz vremena velike seobe naroda; prema nekim mišljenjima radi se o glavaru nekog gotskog plemena.
Na predjelu Na mircih, prema Gostinjcu, su pronađeni ostaci koji upućuju na rimsko razdoblje i doba doseljenja Hrvata na otok u 7. st.
Hrvati su najprvo naselili istočni dio otoka Krka i formirali kaštele Omišalj, Dobrinj, Vrbnik i Bašku. Oko tih kaštela postojala su i manja sela koja su im pripadala. Još od najstarijih vremena Risika je pripadala općini Vrbnik te je tako ostalo i do danas. 
U blizini Risike su ruševine utvrde tj. dvorca koji se naziva Gradec. Većina povjesničara smatra Gradec ishodištem krčkih knezova, u 15. st. prozvanih Frankopanima koji su se, prema toj teoriji, najprije proširili iz tog Vrbničkog kraja na čitav otok, zatim i na velik dio Hrvatske, a potom i izvan Hrvatske te postali najmoćnija obitelj u povijesti Hrvata.

## Odlike
Risika je tipično primorsko selo, s dobro očuvanim kamenim kućama. Podno Risike nalazi se jedna od najljepših pješčanih plaža na otoku Krku, Sv. Marak.

## Stanovništvo
Prema popisu stanovnika iz 2001. godine Riska je, uključujući sve zaselke, imala 146 stanovnika.
Prvi podatci o stanovništvu potječu iz 1603. g. kada je Risika imala 15-estak obitelji. Godine 1850. tu je živjelo preko 300 žitelja, 1890. godine 620, a prema podatcima krčke biskupije 1935. godine čak 912 stanovnika.  
| broj stanovnika | 390   | 429   | 509   | 619   | 729   | 752   | 737   | 655   | 591   | 564   | 457   | 366   | 261   | 202   | 146   | 148   | 154   |
|                 | 1857. | 1869. | 1880. | 1890. | 1900. | 1910. | 1921. | 1931. | 1948. | 1953. | 1961. | 1971. | 1981. | 1991. | 2001. | 2011. | 2021. |

## Znamenitosti
- Ruševine dvorca Gradec zapadno od Risike na starom putu prema Garici. Najvjerojatnije postojbina Frankopana. Podno ruševine dvorca Gradec nalazi se polje naziva Rovoznik s izvorištem pitke vode.

- Župna crkva sv. Jeronima - nekad je postojala istoimena crkva u Gornjem Selu koja se spominje 1603. g., a danas joj se vide samo tragovi. Zbog velikog povećanja žitelja, sredinom 19. st. sagrađena je nova crkva sv. Jeronima, ali na raskrižju puteva za Donje Selo, Gornje selo i Mavru. Međutim kada je pred Drugi svjetski rat broj stanovnika dosegnuo gotovo tisuću, ta je crkva porušena te je na njezinom mjestu izgrađena treća istoimena crkva. To je trobrodna crkva duga 22, a široka 12 metara. Ima tri oltara i tri apside, kor i zvonik visok 20 metara s dva zvona.

- U uvali Sv. Marak su ruševine crkvice sv. Marka. 1565. godine se spominje da je vrlo stara i da se ništa ne zna o njezinoj izgradnji. Kasnije se spominje još puno puta kao vrlo uređena i bogata crkvica, a 1850. da je u ruševnom stanju.

## Govor
Stanovnici Risike, kao i susjedne Garice i Vrbnika govore posebnom vrstom čakavskog narječja, čekavicom, koju obilježava upotreba upitno-odnosne zamjenice "če" umjesto "ča" te vrlo čest glas "e" u riječima, naročito umjesto "a". Takav oblik čakavskog smatra se naročito arhaičnim i ukazuje na kontinuitet hrvatskog naroda u tim krajevima još od doseljenja u 7. stoljeću.

## Šport
- Udruga Parapet iz Risike, organizira Međunarodni amaterski plivački maraton Vrbnik-Risika, maraton se organizira od 2001. godine.

## Vanjske poveznice
turistička zajednica općine Vrbnik